# Ruwe zoetwaterrog
De ruwe zoetwaterrog (Potamotrygon orbignyi), in Suriname ook spar, spari, sipali of tjoeboela, is een vissensoort uit de familie van de zoetwaterroggen (Potamotrygonidae). De wetenschappelijke naam van de soort is voor het eerst geldig gepubliceerd in 1855 door Castelnau.
Deze zoetwaterrog komt voor in Zuid-Amerika en kan 32,5 cm breed en 2 kg zwaar worden. De soort eet voornamelijk insecten.

## Status
De soort staat aangegeven op appendix III van CITES.